# Ivo Schmucker
Ivo Schmucker (ur. 10 stycznia 1968 we Frýdku-Místku) – czeski piłkarz, grający na pozycji bramkarza.
Jego ojciec, František, był rezerwowym bramkarzem Czechosłowacji na Mistrzostwach Świata w 1962 roku, oraz podstawowym zawodnikiem tejże reprezentacji na Letnich Igrzyskach Olimpijskich w Tokio dwa lata później. Ivo Schmucker pierwsze treningi rozpoczął w wieku ośmiu lat. „Dorosłą” karierę rozpoczynał w lokalnym klubie Slezan Frýdek-Místek, a największe sukcesy święcił z Baníkiem Ostrawa, kiedy to w 1991 roku wywalczył z tym klubem Puchar Czechosłowacji, w jego barwach grał również w Pucharze UEFA.
Podczas pobytu w polskim klubie Szczakowianka Jaworzno miała miejsce tzw. sprawa Schmuckera. Ruch Chorzów oskarżał jaworznicki klub o to, iż ten zatrudnił Schmuckera niezgodnie z zasadami, albowiem fakt ten miał miejsce poza okienkiem transferowym. Polski Związek Piłki Nożnej odrzucił jednakże to oskarżenie, gdyż dwóch podstawowych bramkarzy Szczakowianki było kontuzjowanych i klub ten miał prawo do takiego posunięcia.